# Sportmarketing

„Sportmarketing ist die spezifische Anwendung der Marketing-Prinzipien und -Prozesse auf Sportprodukte und Sportdienstleistungen im Sinne der marktorientierten Unternehmensführung. Sportmarketing umfasst dabei sowohl die Vermarktung von Sportprodukten durch Sportorganisationen (‚Marketing von Sport‘) als auch das Marketing von sportnahen und sportfernen Produkten und Dienstleistungen durch Unternehmen mittels der Verwendung des Sports (‚Marketing mit Sport‘).“

Sportmarketing gliedert sich in zwei Disziplinen.
- Marketing von Sport ist die Vermarktung von Sportarten oder Sportlern unter Anwendung ergebnisorientierter Verfahren der Wirtschaftswissenschaft und der Kommunikation (Medieneinsatz) zum Zweck der Befriedigung von Kundenbedürfnissen.
- Marketing durch Sport (auch: „Marketing mit Sport“) ist die Vermarktung von Leistungsbündeln unter Verwendung von Sport als Kommunikationsplattform.

Ziel ist u. a. der Aufbau von Marken, die Steigerung des Bekanntheitsgrades oder ein Imagetransfer.

## Marketing von Sport
Beim Marketing von Sport werden die Marketing-Management-Prinzipien aus der allgemeinen Betriebswirtschaftslehre auf den Sport angewandt. Besonders wichtig ist hierbei jedoch, dass die Besonderheiten, die das Produkt „Sport“ im Vergleich von zum Beispiel Konsumgütern mit sich bringt, berücksichtigt werden. So ist im Bereich des Sports eine gewisse Kooperationsbereitschaft der am Spiel beteiligten Vereine nötig, um ein vermarktungsfähiges Produkt herzustellen. Außerdem ist der für den Sport charakteristische ungewisse Ausgang des Spiels eine für Marketingfachleute nicht kalkulierbare Größe. Darüber hinaus unterscheiden sich die Sportkonsumenten von Konsumenten anderer Wirtschaftszweige in einer Vielzahl von Punkten (z. B. höhere Emotionalität und Loyalität gegenüber der Sportmarke als gegenüber Konsumgütermarken). Aufgrund der vorangegangenen Besonderheiten des Sports erscheint es sinnvoll, „Sportmarketing nicht lediglich als Modifikation von allgemeinem Marketing, sondern als eine sehr spezielle – fast eigenständige – Form des Marketing zu betrachten.“

## Marketing durch Sport
Im Falle des „Marketing durch Sport“ intendiert der Werbetreibende die Erhöhung des Bekanntheitsgrades des beworbenen Leistungsbündels und/oder einen Imagetransfer, der mit der als Kommunikationsplattform genutzten Sportart/Mannschaft/Einzelperson assoziierten Merkmale, auf das beworbene Leistungsbündel (vgl. hierzu Sponsoring). Die Disziplin Sportsponsoring ist nach dieser Definition ein wichtiger Bestandteil des Sportmarketings und wird im übergreifenden Marketing-Management-Prozess als eigene Disziplin geführt.

## Bedeutung
Sportmarketing hat sich in den letzten Jahren stark etabliert, was man alleine schon an den stark gestiegenen Summen im Sportsponsoring ablesen kann. 57,2 % der umsatzstärksten deutschen Unternehmen sind als Sport-Sponsor aktiv. Besonders für große Unternehmen ist der Imagetransfer und die Steigerung des Bekanntheitsgrades durch ein Engagement in beliebten Sportarten ein nützliches Instrument. Darüber hinaus ist Sportsponsoring auch ein "effektives Instrument zur Kundengewinnung respektive Kundenbindung sowie zur Umsatzsteigerung". Für kleinere und mittelständische Unternehmen spielt häufig die regionale Steigerung der Markenbekanntheit sowie Employer Branding eine Rolle.
Für Vereine ist Sportmarketing ebenfalls wichtiger geworden. Neben der zunehmenden Abhängigkeit von Sponsorengeldern, ist aber auch die Vermarktung des eigenen Sportproduktes, der Serviceaspekt für die Mitglieder und die Weiterentwicklung des Sportangebots entscheidend für das Fortbestehen des Vereins. Der Sportorganisation stehen hierbei eine Fülle an gängigen Marketinginstrumenten zur Verfügung.

## Teilbereiche
Als die derzeit wichtigsten Teilbereiche des Sportmarketing haben Nufer/Bühler (2013) die folgenden Themen identifiziert (in alphabetischer Reihenfolge):
- Ambush Marketing im Sport
- Business-to-Business-Marketing im Sport
- Ethik im Sportmarketing
- Event-Marketing im Sport
- Hospitality Marketing im Sport
- Markenmanagement im Sport
- Marktforschung im Sport
- Marktsegmentierung im Sport
- Merchandising im Sport
- Neuromarketing im Sport
- Rechte und Rechtevermarktung / Sportrechtevermarktung im Sport
- Relationship Marketing im Sport
- Social Marketing im Sport
- Social Media im Sport
- Sponsoring im Sport
- Testimonial- und Celebrity-Werbung im Sport
- Ticketing im Sport
- Virtuelle Werbung im Sport

## Internationalisierung
Spätestens seit Anfang der 2000er Jahre ist zusätzlich die Internationalisierung von Sportorganisationen wie Verbänden und Clubs ein nicht zu vernachlässigendes Thema geworden. Dies zeigt sich an der Veranstaltung von eigentlich nationalen Sportwettbewerben im Ausland (bspw. der türkische Fußballverband mit seinem Supercup vom Jahr 2006 bis 2008 in deutschen Stadien), an Marketing-Touren von Sportclubs (bspw. die Besuche und Spiele von Real Madrid, Manchester United und Bayern München in Asien), internationalen Kooperationen (bspw. die geteilten Fanshops von Manchester United und den New York Yankees) oder dem Einstieg internationaler Investoren bei diversen Clubs wie z. B. RB Leipzig, Manchester City oder Manchester United.

## Wissenschaftliche Institutionen
Das im Jahr 2012 von Gerd Nufer und André Bühler gegründete Deutsche Institut für Sportmarketing (DISM) ist die erste wissenschaftliche Institution in Deutschland, die sich explizit die Weiterentwicklung und Professionalisierung des Sportmarketings zur Aufgabe gemacht hat. Das DISM erforscht die verschiedenen Teilbereiche des Sportmarketings und berät die wesentlichen Akteure des Sportmarketings (Sportvereine, Sportverbände, Sportsponsoren, Rechtevermarkter, Agenturen und Medien) auf wissenschaftlicher Basis.